# مایک اپس
مایک اپس (انگلیسی: Mike Epps؛ زاده ۱۸ نوامبر ۱۹۶۸) یک هنرپیشه اهل ایالات متحده آمریکا است.
از فیلم‌ها یا برنامه‌های تلویزیونی که وی در آن نقش داشته است می‌توان به رزیدنت ایول: انقراض، رزیدنت ایول: آخرالزمان، خماری، سریع‌تر، خماری: قسمت سوم، رول بانس، مردان سول، یک چیز جدید، بزرگ، شما مردم، آندرداگس، سرقت ماشین‌ها، نینا و بیمه عمر اشاره کرد.

## اوایل زندگی
اپس در بیمارستان ویشارد در ایندیاناپولیس در ایندیانا به دنیا آمد. او پسر ماری رید و تامی اپس است. اپس به آتلانتا جایی که او بر روی اجرای تئاتر کمدی کار می‌کرد نقل مکان کرد.